# Вигляш
Ви́гляш (словац. Vígľaš) — село в окрузі Детва Банськобистрицького краю Словаччини. Площа села 20,84 км². Станом на 31 грудня 2015 року в селі проживало 1652 людей.

## Історія
Перші згадки про село датуються 1392 й 1393 роками.

## Населення
| Рік:            | 1994. | 2004.   | 2014.   | 2024.    |
| --------------- | ----- | ------- | ------- | -------- |
| Кількість осіб: | 1607  | 1663    | 1667    | 1477     |
| Різниця:        |       | +3,48 % | +0,24 % | -11,39 % |

| Рік:            | 2023. | 2024.   |
| --------------- | ----- | ------- |
| Кількість осіб: | 1501  | 1477    |
| Різниця:        |       | -1,59 % |